# ZNF804A
Цинк-пальцевый белок 804A (англ. zinc finger protein 804A) — белок человека, кодируемый геном ZNF804A и содержащий в своей структуре домен типа «цинковый палец». Ранее участок, на котором находится ген, назывался открытой рамкой считывания 10 2-й хромосомы (англ. chromosome 2 open reading frame 10) и обозначался символом C2orf10.

## Функции
Функции белка пока неясны. Анализ возможных взаимодействий множества белков с помощью дрожжевой двухгибридной системы (англ. yeast two hybrid system) выявил способность белка связываться с N-концом атаксина 1 (англ. ataxin 1).
Наличие классического C2H2 цинк-пальцевого домена позволяет предположить, что белок, кодируемый геном ZNF804A, является фактором транскрипции — регулирует экспрессию генов. В Университете Кардиффа ведётся исследование функций белка.

## Клиническое значение
В ходе крупного генетического анализа, проведённого в 2008 году, была отмечена ассоциация полиморфизма rs1344706 гена ZNF804A с шизофренией. В 2009 году тот же полиморфизм оказался ассоциирован у здоровых людей с несколько измененной картиной активации областей мозга, напоминающей паттерн их активации при шизофрении. В октябре 2009 года появилось сообщение о том, что в ирландской популяции также обнаружена ассоциация полиморфизма с шизофренией, следовательно, первоначальные данные были подтверждены (реплицированы), но лишь частично, поскольку сила корреляции оказалась гораздо ниже, чем в исследовании 2008 года. В статье 2010 года заявляется о репликации связи гена с психозами и шизофренией, а также об обнаружении вариаций числа копий, затрагивающих ген у пациентов, но не у здоровых испытуемых.